# Sendenhorst
Sendenhorst is een stad en gemeente in de Duitse deelstaat Noordrijn-Westfalen, gelegen in de Kreis Warendorf. De gemeente telt 13.289 inwoners (31 december 2020) op een oppervlakte van 96,68 km².

## Indeling van de gemeente
De gemeente bestaat uit het stadje Sendenhorst en de in 1975 bij de gemeentelijke herindeling aan Sendenhorst toegevoegde voormalige gemeente Albersloh, die voornamelijk uit het gelijknamige dorp bestaat.
Zowel Sendenhorst als Albersloh worden omgeven door een aantal gehuchten (Bauerschaften). Zie het kaartje.

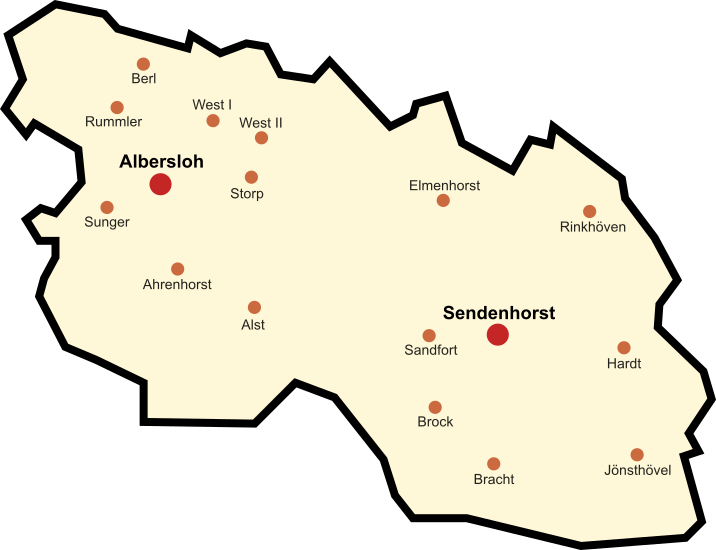
Ortsteile (rood) en Bauerschaften (oranje) van Sendenhorst
Wapen van de voormalige gemeente Albersloh

Van de totale bevolking van de gemeente woonden in 2019 4.218 personen in het gebied van Albersloh.

## Ligging en verkeer
De gemeente ligt niet ver ten oosten van de stad Münster in het zuidoostelijke Münsterland.

### Aangrenzende plaatsen
- Wolbeck en Angelmodde, gemeente Münster, ten westen van Albersloh
- Hiltrup, gemeente Münster, ten zuidwesten van Albersloh
- Everswinkel in het noorden
- Warendorf in het noordoosten
- Ennigerloh in het oosten
- Ahlen en het bij die stad behorende Vorhelm in het zuidoosten
- Drensteinfurt in het zuidwesten en het daarbij behorende Rinkerode in het westen

### Wegverkeer
Een 41 kilometer lange weg (geen Bundesstraße) loopt van het centrum van Münster  via Albersloh (14 km voorbij Münster), Sendenhorst (8 km verder oostelijk), Tönnishäuschen, gemeente Ahlen (7 km ten oosten van Sendenhorst) naar het nog 12 km verder zuidoostelijk gelegen Beckum. Kort voor Beckum kruist deze weg bij afrit 20 de Autobahn A2 richting Bielefeld.
Via een 9 km lang binnenweggetje kan men van Sendenhorst naar Drensteinfurt rijden.Wie daar rechtsaf, westwaarts, de Bundesstraße 58 neemt, bereikt 8 km verder bij Ascheberg de afrit nr. 79 van de Autobahn A1 richting het Ruhrgebied.
Een andere binnenweg van 7 km leidt naar Hoetmar, gemeente Warendorf, waarvandaan men 10½ km verder noordelijk Warendorf zelf bereikt.

### Openbaar vervoer
De spoorlijn Münster- Station Beckum-Neubeckum, die door Sendenhorst loopt, wordt sedert 1975 alleen nog voor goederenvervoer gebruikt. Er bestaan concrete plannen, deze lijn na 2023 voor passagierstreinen te heropenen. Dit spoorlijntje heeft te Sendenhorst en Albersloh kleine goederenstations. De lokale overheid wil deze lijn, die er ietwat verwaarloosd bij ligt, opwaarderen tot lightrail-spoorlijn voor het nieuwe S-Bahnnet van Münster. Dit plan is om verschillende redenen zeer omstreden en onderwerp van heftige politieke discussies.
Sendenhorst en Albersloh zijn door frequente busverbindingen met de stad Münster en met Beckum verbonden.

## Economie

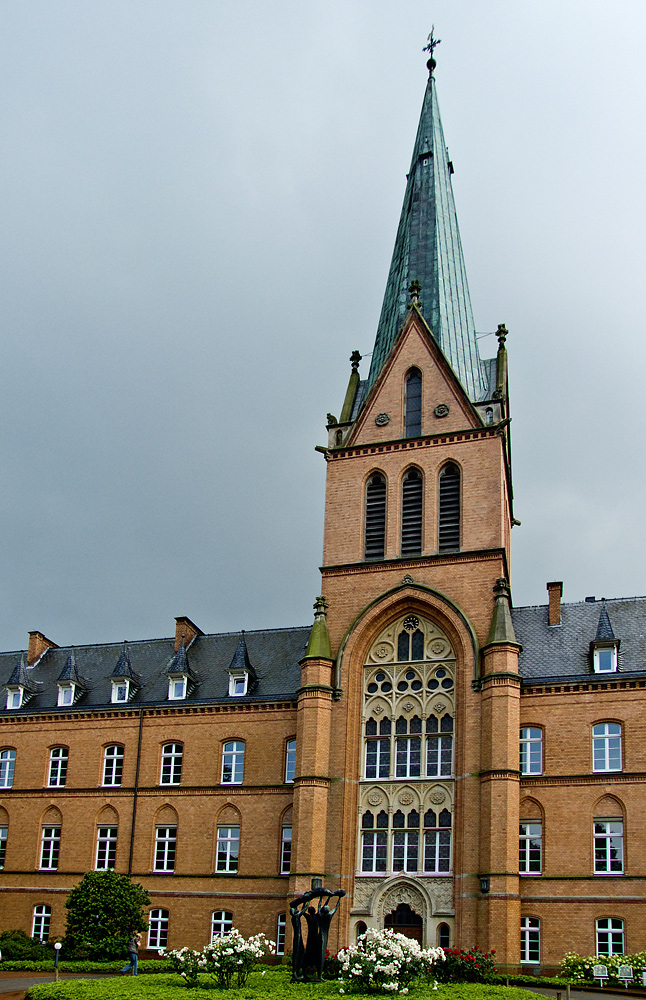
St.Josef-Stift (ziekenhuis)

In Sendenhorst is het hoofdkantoor en een productielocatie gevestigd van Veka AG, een wereldwijd opererend concern, dat zich op de productie van en handel in kunststof kozijnen en profielen, rolluiken enz. heeft toegelegd. Te Sendenhorst werken voor deze firma bijna duizend mensen. De aanwezigheid van Veka AG te Sendenhorst heeft als effect gehad, dat enige kleinere bedrijven in deze branche, die veel van hun producten aan Veka verkopen, zich ook hier hebben gevestigd.
Sendenhorst is daarnaast zetel van een groot, gespecialiseerd ziekenhuis voor orthopedie en behandeling van reuma. Deze kliniek is in haar soort een van de grootste van geheel Duitsland. Dit Sankt-Josef-Stift was oorspronkelijk een katholiek, algemeen ziekenhuis. Er werken meer dan duizend personeelsleden, zodat deze instelling economisch ook van belang is.

## Geschiedenis
Sendenhorst wordt in 890, Albersloh in 1175 voor het eerst in een document vermeld.
Bisschop Lodewijk II van Münster verleende aan Sendenhorst in het begin van de 14e eeuw stadsrechten. De plaatsen Sendenhorst en Albersloh behoorden van de middeleeuwen tot aan de Napoleontische tijd tot het Prinsbisdom Münster en werden namens de bisschoppen door plaatselijke Burgmannen, meest leden van de lagere adel, bestuurd. Zoals veel kleine plaatsen in deze regio, werden Albersloh en Sendenhorst  in de periode 1350-1760 regelmatig geteisterd door rampen zoals oorlogsgeweld, besmettelijke ziektes, branden e.d. De streek kende eeuwenlang grote armoede. In de 18e eeuw was de huisnijverheid in de textiel de enige inkomstenbron van betekenis.
In 1806 werd Sendenhorst door een stadsbrand grotendeels in de as gelegd. Op de herbouw na deze ramp volgde tot 1814 een korte economische bloeiperiode.
In 1889 werd het ziekenhuis van Sendenhorst, Sankt-Josef-Stift, geopend. In 1903 werd de spoorlijn naar Münster geopend. Albersloh bleef vanaf zijn ontstaan tot circa 1950 vooral een boerendorp.
In de Tweede Wereldoorlog bleef de gemeente in het algemeen voor verwoesting en ander oorlogsgeweld gespaard. Kort erna moest het tot dan toe nagenoeg geheel rooms-katholieke Sendenhorst meer dan duizend overwegend evangelisch-lutherse Heimatvertriebene opnemen. Dat leidde in de jaren vijftig tot de bouw van een luthers kerkje.

## Bezienswaardigheden
- De rooms-katholieke Martinikerk (gebouwd in de stijl der neogotiek van 1855-1864) heeft in het interieur enige kunsthistorisch interessante liturgische voorwerpen.
- In het centrum van Sendenhorst is een aantal schilderachtige vakwerkhuizen bewaard gebleven.
- In de gemeente bestaat een beeldenroute langs 21 sculpturen van de hand van Bernhard Kleinhans.
- Sendenhorst is een van de vele plaatsen in Westfalen, waar men de relatief nieuwe sport swingolf kan beoefenen.
- De Hohe Ward is een geliefd wandelbos tussen Albersloh en de oostelijke stadswijken van Münster. Het ligt voor het grootste deel op Münsteraner grondgebied. Een lange-termijnproject, om percelen eentonig dennenbos in bos met meer biodiversiteit om te vormen, is sinds de orkaan van 2007, die veel dennen omblies, versneld in uitvoering genomen.

## Belangrijke personen in relatie tot de gemeente
- Bernhard Kleinhans (* 17 april 1926 in Sendenhorst; † 22 oktober 2004 ibidem), Duits beeldhouwer, ereburger van Sendenhorst
- Otto Becker (Aschaffenburg, 3 december 1958), Duits springruiter, inwoner van Albersloh

## Partnergemeente
Er bestaat een jumelage met Kirchberg in Saksen.

## Galerij

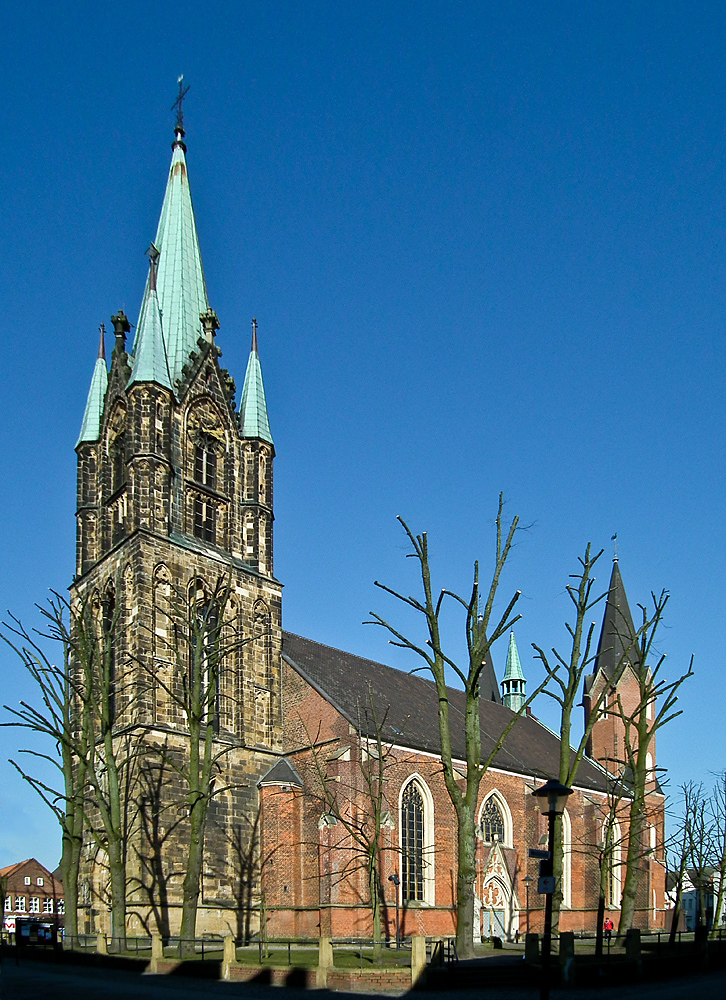
Martinikerk en -toren (1865)
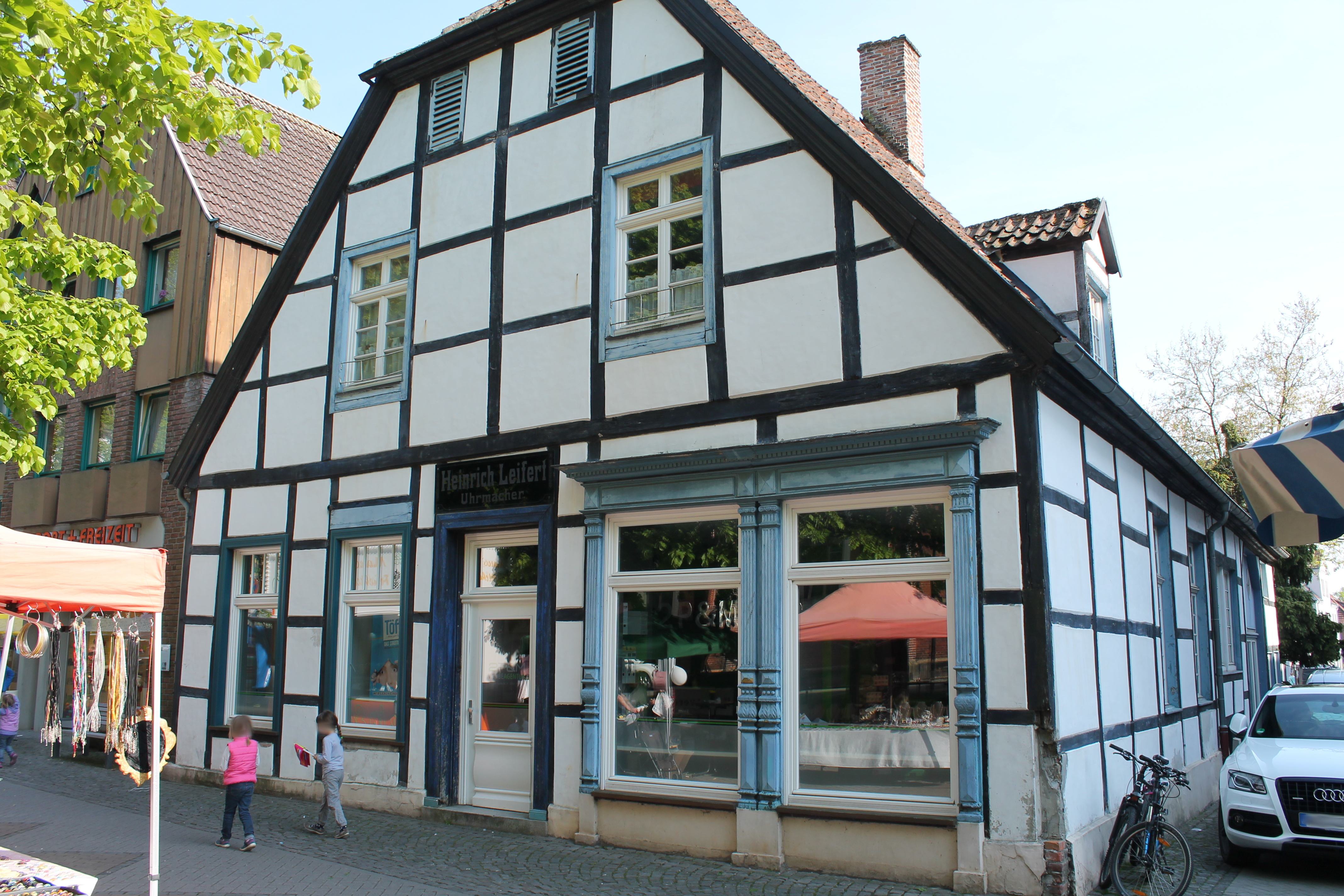
Vakwerkhuis Kirchstraße
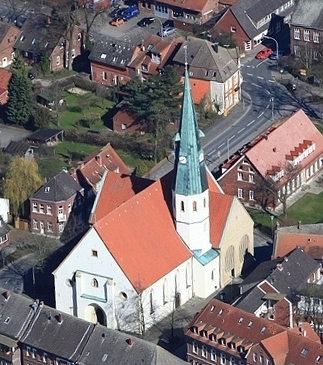
Albersloh, Ludgerkerk

Ahlen · Beckum · Beelen · Drensteinfurt · Ennigerloh · Everswinkel · Oelde · Ostbevern · Sassenberg · Sendenhorst · Telgte · Wadersloh · Warendorf